# Сэвидж, Шон
Шон Сэвидж (англ. Seán Savage, ирл. Seán Sabhaois; 26 января 1965, Белфаст — 6 марта 1988, Гибралтар) — ирландский националист, член Ирландской республиканской армии (её «временного» крыла), убитый британскими солдатами службы SAS в Гибралтаре в рамках операции «Флавиус».

## Биография
Родился в семье ирландских республиканцев в квартале Кашмир в Западном Белфасте, учился в школе имени Святого Галла и школе Святого Павла на Глен-Роуд в Белфасте. Согласно данным Королевской полиции Ольстера, в 1987 году вместе с Дэниэлом Маккеном Сэвидж успешно организовал покушение на двух полицейских в доках Белфаста. Участвовал в покушении на Джона Макмайкла, командира Южно-Белфастской бригады Ассоциации обороны Ольстера: в составе ячейки ИРА Сэвидж заминировал его автомобиль в Лисберне в декабре 1987 года. В результате взрыва Макмайкл скончался от полученных ранений спустя 2 часа.
В марте 1988 года вместе с Майред Фаррелл все трое были отправлены в Гибралтар, чтобы организовать там теракт: по плану они должны были взорвать бомбу в городе в момент прохождения британского военного оркестра, который еженедельно проводил парад во время смены караула перед дворцом губернатора. К несчастью для боевиков, об этом узнали спецслужбы Великобритании. Солдаты Британской армии обнаружили всех троих на заправке Shell на Уинстон-Черчилль-Авеню. Первыми были застрелены Маккен и Фаррелл; Сэвидж попытался убежать с места происшествия, но также был застрелен (на Смит-Доррайн-Авеню). В него попало от 16 до 18 пуль. По некоторым сведениям, Фаррелл и Маккейн сами попытались сдаться и легли на землю, но спецназовцы расстреляли их в упор. Правительства Великобритании и Гибралтара отрицали подобные сведения, заявляя, что все трое вели себя агрессивно и угрожали британским солдатам, поэтому все выстрелы были сделаны в пределах самообороны. При обыске у убитых не обнаружили никакого оружия или взрывчатки. Спустя два дня на территории Испании была обнаружена машина, в которой хранились детали для сбора бомбы и запас взрывчатки, которая находилась в безопасном состоянии и не могла взорваться в каких-либо условиях; также там был счётчик, который ирландцы могли поставить на бомбу и запустить.

## Память
- На 16 марта 1988 были запланированы похороны всех троих погибших, однако они превратились в очередную кровавую бойню: на кладбище Миллтаун лоялист Майкл Стоун организовал теракт, убив трёх повстанцев ИРА. Полиция, арестовав его, фактически спасла лоялиста от расправы со стороны ирландцев.
- О теракте был снят документальный фильм «Смерть на скале».